# Kia Quoris
La Kia Quoris è una berlina 3 volumi di grandi dimensioni prodotta dalla casa automobilistica coreana Kia Motors a partire dal 2012. Nasce come erede del modello Opirus. Viene venduta sul mercato coreano con la denominazione Kia K9 e su quello nord americano con il nome Kia K900.

## La nascita
La Quoris nasce come erede del modello Opirus ed è una grande ammiraglia con carrozzeria berlina tre volumi che si pone al vertice della gamma Kia; è destinata in prevalenza al mercato asiatico ed americano; per il mercato europeo non sarà importata a causa dell'insuccesso delle precedenti berline di tale classe.
I primi passi che hanno visto nascere la Quoris si sono avuti verso la fine degli anni duemila quando il modello Opirus sul mercato da svariati anni possedeva una linea ormai poco attraente e originale; inoltre i vertici del marchio avevano pianificato una strategia per innalzare gli standard qualitativi e il livello di percezione del marchio Kia visto in molti paesi del mondo come un brand low cost del gruppo Hyundai.
Così terminato il capitolo Opirus la casa, oltre alla grande berlina Cadenza presentata nel 2009 che per certi versi ha avuto il compito di rappresentare il top di gamma del marchio, prepara la Quoris per fare concorrenza a modelli blasonati come le tedesche Audi A8, BMW Serie 7 e Mercedes-Benz Classe S oltre all'inglese Jaguar XJ, ovvero tutte le vetture del segmento F. Secondo la Kia per incrementare i livelli qualitativi del marchio bisognava utilizzare soluzioni tecniche inedite: per esempio il pianale è lo stesso dei modelli Genesis e Equus, ovvero la piattaforma space-frame a trazione posteriore della Hyundai con i motori V6 e V8 abbinati alla trasmissione automatica a 8 rapporti.
Il progetto è noto sotto il codice VH; la presentazione della vettura definitiva avviene nel fine 2011 in Corea del Sud che diventerà il mercato principale, il nome della vettura sul mercato interno sarà K9 e prosegue la politica di denominazioni adottata dalla Kia già con i modelli K5 (Optima) e K7 (Cadenza). La presentazione sui mercati internazionali avviene al Salone dell'automobile di Pechino nel 2012. Il modello per l'esportazione invece assumerà la denominazione Quoris che deriva dall'unione dei termini inglesi core and quality, sul mercato nord americano invece la vettura viene commercializzata con la denominazione Kia K900.
Il reparto sospensioni adotta una struttura Multilink a 5 bracci in alluminio sia all'avantreno che al retrotreno. Lo stesso schema viene adottato dalla Equus come il passo di 3,05 metri.
L'impianto frenante sfrutta quattro dischi. La scocca viene realizzata utilizzando acciai ad alta resistenza a deformazione programmata, in caso d'impatto la carrozzeria è in grado di deformarsi a stadi grazie ad una gabbia che protegge l'abitacolo.